# Roberto Guzmán
Roberto Guzmán Garza (Monterrey, 9 de noviembre de 1936-Ciudad de México, 9 de agosto de 2002), conocido simplemente como Roberto «El Flaco» Guzmán, fue un actor y comediante mexicano, conocido principalmente por su participación en múltiples películas de género cine de ficheras y albures en los años 70 y 80.[cita requerida]

## Biografía
Roberto Guzmán Garza nació en la ciudad de Monterrey, Nuevo León el 9 de noviembre de 1936. Es hermano de la primera actriz Magda Guzmán y de Jesús Guzmán, tío de la actriz y directora Karina Duprez y tío-abuelo de la actriz Magda Karina. Tuvo 2 hijos de su primer matrimonio Tania y Jorge. Asimismo es tio de la actriz Claudia Guzmán, que alcanzó gran popularidad durante los años 80, siendo nominada al Ariel en tres ocasiones, y actualmente se encuentra retirada. Tiene además dos hijas no reconocidas con sus apellidos pero que si convivieron con el actor, Gina e Ivonne Martell. La carrera de "El Flaco" despegó en la década de 1970 al interpretar pequeños papeles en el cine mexicano de la época, el cual estaba orientado principalmente al llamado "Cine de Ficheras".
Ingresó a la Asociación Nacional de Actores el 30 de enero de 1964 y fue socio activo de esta agrupación con la credencial número 2 mil 970.

### Inicios en el cine
Debutó como bailarín en la película La locura del Rock and Roll (1956), actividad que desempeñó en las compañías teatrales La Comedia en 1957, y fue en la compañía Fábregas, en 1958, que se presentó como actor.
Durante su carrera participó en 191 películas. Compartió créditos con personajes de la talla de Rafael Inclán, Alberto "El Caballo" Rojas, Eduardo de la Peña "Lalo el Mimo", Guillermo Rivas, Polo Ortín, Sergio Ramos "El Comanche", Alfonso Zayas, Pancho Müller, Pedro Weber "Chatanuga" o Luis de Alba, por el lado masculino, y con vedettes de la magnitud de Rebeca Silva, Sasha Montenegro, Lina Santos, Princesa Yamal, María Cardinal, Isela Vega, Grace Renat o Carmen Salinas "La Corcholata".
Siempre instalado en el centro del espectáculo populachero y alburero, "El Flaco" Guzmán incursionó también en los subgéneros fílmicos de acción fronteriza y de judiciales corruptos, participando en películas que buscaban compartir un mercado dominado por las producciones de los hermanos Almada.

### Telenovelas
Asimismo, Guzmán actuó en algunas telenovelas, de entre las que sobresalen la exitosa María Mercedes al lado de Thalía y Arturo Peniche, Rosalinda también junto a Thalía y los venezolanos Fernando Carrillo y Lupita Ferrer, y Ramona, telenovela dirigida por el cineasta Alberto Cortés, con Kate del Castillo y Eduardo Palomo.

### Hospitalización y muerte
El 1 de agosto de 2002 el actor fue internado de urgencia en el hospital Santa Elena de la Ciudad de México. Según el reporte de ingreso, el actor se encontraba bañándose cuando sufrió un resbalón y se golpeó la cabeza. Aparentemente esto ocasionó un infarto cerebral. Durante nueve días estuvo en terapia intensiva hasta que finalmente murió el 9 de agosto a consecuencia de estos hechos. 2.
Su cuerpo fue trasladado a las instalaciones del Servicio Médico Forense donde se le practicó la autopsia de ley, determinando como causa de su muerte traumatismo craneoencefálico. Fue enterrado en el panteón Mausoleos del Ángel de la Ciudad de México.
El 27 de octubre de 2002 en el periódico La Crónica de la Ciudad de México apareció una noticia en la cual la familia del actor duda sobre las causas oficiales. 3 Archivado el 6 de agosto de 2013 en Wayback Machine. Sin embargo, nada de eso ha sido probado a la fecha.

## Filmografía

### Cine
- El tigre de Santa Julia (2002)  .... Tuerto Artemio
- 100 kilos de plomo (2002)
- Avioneta colombiana (2002)
- Carreras parejeras (2002)
- Drácula mascafierro (2002)
- Matar para vivir (2002)
- 3 metros bajo tierra (2001)
- Asesinos de ilegales (2001)
- Furia Texana (2001) (V)
- La caza del diablo (2001)
- Malditos violadores (2001)
- Mi barrio es Tepito (2001)
- Estos vales son chingones (2000)
- Mojadas en sangre (2000)
- Caminos chuecos (1999)
- El chivatazo (1999)
- El tigre de Zacatecas (1999)
- Fuera de la ley (1998)
- Al final de la escalera (1998)
- El mochaorejas (1998)
- Fin de semana trágico (1998)
- La Dinastía de los Quintero (1998)
- La siembro, cosecho y vendo (1998)
- Los chacales de Sinaloa (1998)
- Palo dado (1998)
- Peleas salvajes (1998)
- Aguas blancas (1997)
- Ambición mortal (1997)
- Ataque contra las pandillas (1997)
- Capos de almoloya (1997)
- Cristal: Ambición mortal (1997)
- El barón de la mafia (1997)
- En caja de muerto (1997)
- Fuga de almoloya (1997)
- La perra (1997) .... Comandante Cruz
- Los narcos de la muerte (1997)
- Venganza criminal (1997)
- La sombra del negro (1996)
- Aprendiz de policía (1995)
- Ataque salvaje (1995)
- Chiflando en la loma (1995)
- Delirio del poder (1995)
- Esclavos de la pasión (1995)
- Esta noche entierro a Pancho (1995)
- Eva secuestrada y Adán... ¡como si nada! (1995) .... Pablo
- Juego peligroso (1995)
- La sangre de los inocentes (1995) .... Leonides
- Tremendo Escopetón (1995)
- Vacuna antidroga (1995)
- Pánico en el paraíso (1994)
- Amor que mata (1994)
- El ráfaga (1994)
- La frontera en llamas (1994)
- Maten al suicida (1994)
- Mi amigo Juan (1994)
- Apocalipsis infernal (1993)
- Asalto violento (1993) .... Roberto
- Code... Death: Frontera Sur (1993) .... Jaguar
- El charro ninja (1993)
- Escorpión: Alerta roja (1993)
- Furia de barrio (1993)
- Herencia homicida (1993) .... Facundo Vélez
- La herencia de la mafia (1993)
- La muerte acecha (1993)
- Testimonio mortal (1993)
- Curado de espantos (1992)
- La fichera más rápida del oeste (1992)
- El ganador (1992)
- Borrachas de pulqueria (1992)
- Cadenas (1992)
- Con ganas de morir (1992)
- Delicuentes de lujo (1992) .... Lic. Madrazo
- Policía de homicidios (1992)
- Yo soy la ley (1991)
- Los hojalateros (1991)
- Jóvenes delincuentes (1991)
- Narcosatanicos diabólicos (1991)
- Justicia de nadie (1991)
- La blazer blindada (1991) .... Alberto
- La huella (1991) .... César Franco
- La sucursal del infierno (1991)
- No tan virgen (1991)
- Político por error (1991)
- Programado para matar (1991)
- Oro, Dolor y Muerte (1991)
- Solícito asesino con referencias (1991)
- Casanova 2000 (1990)
- El último escape (1990) .... Soruyo
- Muerto al hoyo... y el vivo también (1990)
- El mofles en Acapulco (1990)
- A gozar, a gozar, que el mundo se va acabar (1990)
- Buscando al culpable (1990)
- Como burro manadero (1990)
- Crimen en presidio (1990)
- El dandy y sus mujeres (1990)
- El hombre de hielo (1990)
- El maletín de la muerte (1990)
- La chica del alacrán de oro (1990)
- Ladrones y asesinos (1990)
- La soplona (1990)
- Los curanderos (1990)
- Machos (1990)
- Maten a esa periodista (1990)
- Mujeres de media noche (1990) .... Anacleto Delgadillo]
- No te la vas acabar (1990)
- Retrato de una mentira (1990) .... El compadre
- Territorio del hampa (1990)
- Las guerreras del amor (1989)
- El garañón (1989)
- El rey de las ficheras (1989)
- La portera ardiente (1989) .... Higinio
- Aventuras que matan (1989)
- Dos camioneros con suerte (recongidos en cancus) (1989)
- Fiesta de sangre (1989)
- Flaco Flaco, pero no para tu taco (1989)
- Pánico en el bosque (1989)
- Pesadilla sin fin (1989)
- Si mi cama hablara (1989)
- Tenorio profesional (1989)
- Los plomeros y las ficheras (1988)
- Piquete que va derecho (1988)
- Diana, René, y El Tíbiri (1988)
- El vergonzoso (1988)
- Muerte brutal (1988)
- Mujer de fuego (1988)
- Sábado D.F. (1988) .... Calabazo
- Viva la risa (1988)
- ¡Qué buena está mi ahijada! (1987)
- Cacería humana (1987)
- Conexión criminal (1987)
- Adorables criminales (1987)
- Entre vecinos te veas (1987)
- Los mercenarios (1987)
- Los pellejos de mi compadre (1987)
- Matadero (1987)
- Muelle rojo (1987) .... Pancho, 'El Ostión'
- Policía salvaje (1987)
- ¿La tierra prometida? (1986) .... Serafín Mora
- Huele a gas (1986)
- Ratas de la ciudad (1986)
- Toda la vida (1986) .... Poncho
- Llegamos los fregamos y nos fuimos (1985)
- El último disparo (1985)
- Los peseros (1984)
- Las glorias del gran Púas (1984)
- Arizona (1984)
- El carro de la muerte (1984)
- El mil usos II (1984)
- Jugándose la vida (1984)
- Los humillados (1984)
- Ratas de la frontera (1984)
- Territorio sin ley (1984)
- Cazador de asesinos (1983)
- Silencio asesino (1983) .... Arturo
- Presos sin culpa (1982)
- Tijuana caliente (1981)
- D.F./Distrito Federal (1981)
- Como México no hay dos (1981)
- El gran perro muerto (1981) .... Comandante Sixto Cruz
- El robo imposible (1981) .... Beto
- California Dancing Club (1981)
- El macho biónico (1981) .... Moi
- La virgen robada (1981)
- A paso de cojo (1980)
- Palenque sangriento (1980)
- Tres de presidio (1980)
- El guardaespaldas (1980)
- Ratero (1979) .... Solovino
- La guerra de los sexos (1978)
- La puerta falsa (1977)
- ¡Tintorera! (1977) .... Colonado
- Yo y mi mariachi (1976)
- Las fuerzas vivas (1975)
- La venida del rey Olmos (1975)
- El padrino... es mi compadre (1975)
- El valle de los miserables .... Chico
- Me caiste del cielo (1975) .... Víctor
- Pistolero del diablo (1974)  .... Preston
- La isla de los hombres solos (1974)
- La carrera del millón (1974)
- Traiganlos vivos o muertos (1974)
- La amargura de mi raza (1974)
- Mi amorcito de Suecia (1974)
- El profeta Mimi (1973) .... Federico
- Lágrimas de mi barrio (1973)
- La marchanta (1973)

### Televisión
- Amigas y rivales (2001) .... Jimmy
- Carita de ángel (2001) .... Filemón
- Ramona (2000) .... Nepo
- Carita de ángel (2000) .... Filemón
- Rosalinda (1999) .... Francisco Quiñónez "El Miserias"
- Para toda la vida (1996)  .... Cipriano
- María Mercedes (1992)  .... Teo 'El Jarocho'
- Vamos juntos (1979) .... Arturo
- Bartolo (1977-1978) .... Nenepil
- La media Ochoa (1972)